# راميش ياداف
راميش ياداف هو سياسي هندي، ولد في 1 يونيو 1950.